# 臺灣自主電離層數值模式

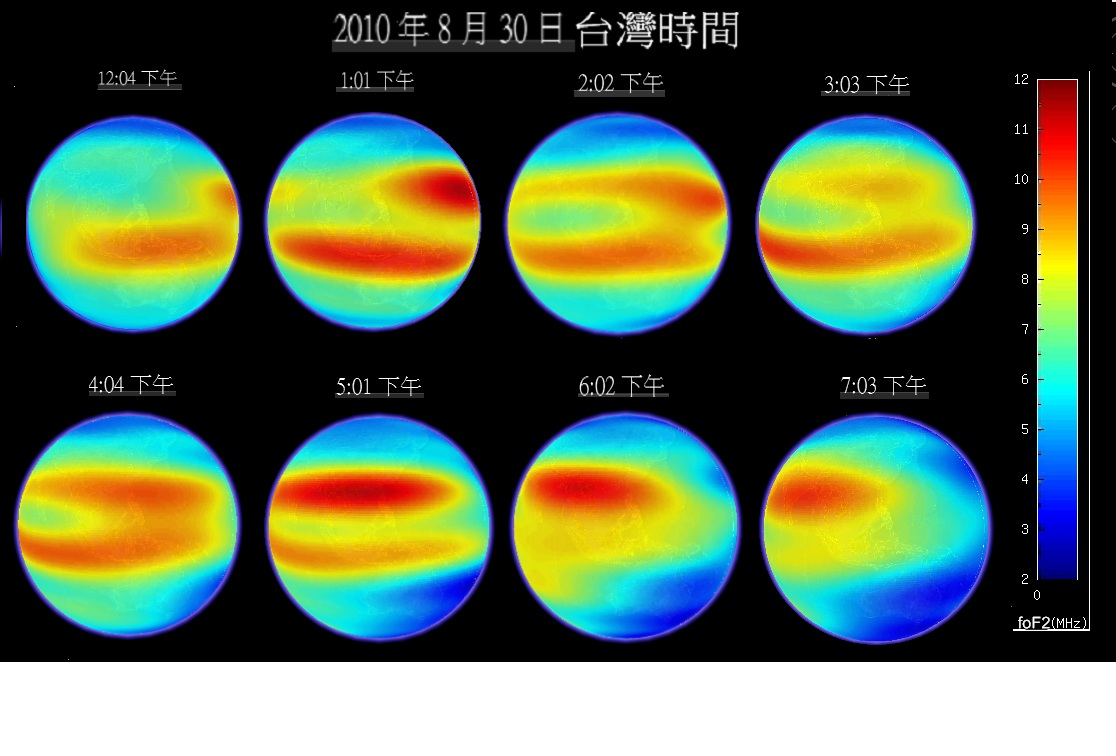
TWIM可提供全球各時間的電離層電子密度

臺灣自主電離層數值模式（the TaiWan Ionospheric Model, TWIM），是由國立中央大學太空及遙測研究中心蔡龍治教授於西元2008年所開發，主要是利用臺灣福爾摩沙衛星三號中GPS掩星觀測所提供的電離層垂直電子密度剖面資料所製作出的電離層三維電子密度數值模式，為純粹採用實際觀測資料所製成的經驗模式 。
該模式可提供從2007年至今全球電離層三維電子密度，相關D層、E層、F1層、F2層層参數，垂直或斜視全電子含量(TEC)等資料；其經由簡化的計算即能快速且方便使用於其他應用上，作為電波傳播預測、GPS誤差估計、電離層斷層掃描等電離層基礎資料。至今此模式依舊不斷再進一步的更新，除了原有使用的福爾摩沙衛星三號資料外，也開始加入他國衛星及電離層觀測儀的資料，以提供更為即時與準確的電離層三維電子密度模式。